# گلوان
گلوان نام روستایی در ۶ کیلومتری جنوب شرقی شهرستان نقده از استان آذربایجان غربی می‌باشد. جمعیت روستا در حدود ۸۵۶ نفر می‌باشد. مردم روستا کرد زبان بوده و سنی مذهب می‌باشد.